# Norra Vram
Norra Vram är en småort i Bjuvs kommun i Skåne län och kyrkbyn i Norra Vrams socken, belägen nordost om Bjuv nedanför Söderåsen.
Här finns Norra Vrams kyrka.